# 1036
| 1036               |
| ------------------ |
| Dødsfald - Fødsler |
|                    |

| Gregoriansk kalender | 1036 MXXXVI             |
| Ab urbe condita      | 1789                    |
| Armensk kalender     | 485 ԹՎ ՆՁԵ              |
| Kinesiske kalender   | 3732 – 3733 乙亥 – 丙子 |
| Etiopisk kalender    | 1028 – 1029             |
| Jødisk kalender      | 4796 – 4797             |
| Hindukalendere       |                         |
| - Vikram Samvat      | 1091 – 1092             |
| - Shaka Samvat       | 958 – 959               |
| - Kali Yuga          | 4137 – 4138             |
| Iransk kalender      | 414 – 415               |
| Islamisk kalender    | 427 – 428               |

Konge i Danmark: Knud 3. Hardeknud 1035-1042
Se også 1036 (tal)